# Ammónium-ferrocitrát

Ammónium-ferrocitrát

Az ammónium-ferrocitrát a citromsav ammóniával, és vassal alkotott sója. Kétféle ammónium-ferrocitrát létezik, melyek tulajdonságaikat tekintve csak színükben térnek el (barna és zöld).
Elsősorban élelmiszerek vastartalmának növelésére alkalmazzák, valamint gátolja az élelmiszerek megkeményedését.
Bébiételekben és táplálékkiegészítőkben egyaránt megtalálható.
Napi maximum beviteli mennyiség 0,8 mg/testsúlykg.
Nincs ismert mellékhatása.